# Vincenzo Abbati

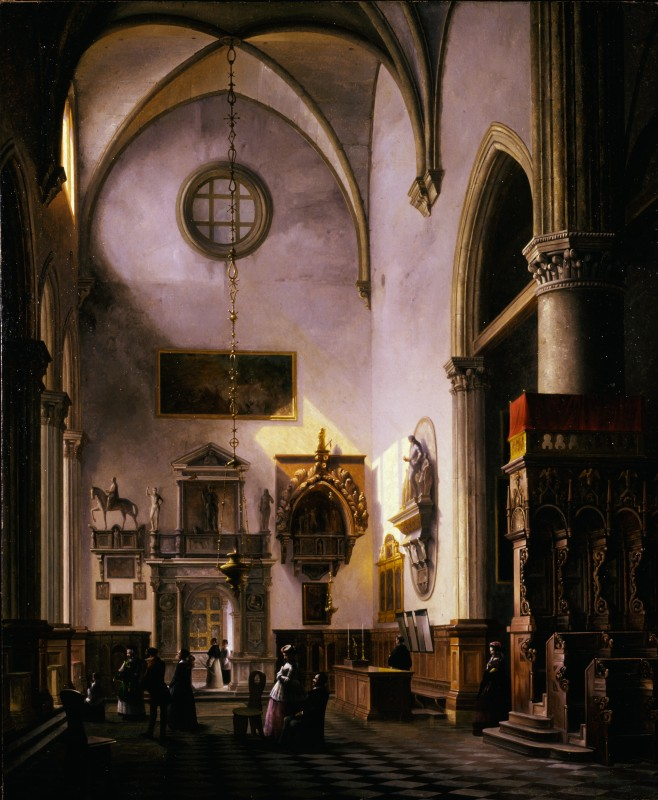
Pintura de Vincenzo datada del 1857

Vincenzo Abbati pintor italiano, nace en Nápoles en el año de 1803 y fallece en Florencia en 1866, fue el padre e instructor inicial de Giuseppe Abbati, quien alcanzó mayor notoriedad que su padre.
Inició su formación artística en Florencia, desarrollándola posteriormente en Venecia donde ejecuta numerosos encargos de la duquesa de Barry. Entre sus obras se recuerdan: el monumento para la tumba de Don Pedro, en la catedral de Palermo; Coro de los frates en la iglesia de San Efremo Vecchio en Nápoles; el interno de la "Chiesa dei Frari"; Capilla del "Minutolo"; Cripta en la gruta de "Posillipo"; vista de Capri a la luz de la luna (Veduta di Capri al chiaror di luna).
Su pintura, mayormente de internos y paisajes nocturnos, pero también de hechos y personajes históricos, se caracteriza por acentuados efectos de luces y por una buena perspectiva.